# Étiolles
Étiolles är en kommun i departementet Essonne i regionen Île-de-France i norra Frankrike. Kommunen ligger i kantonen Saint-Germain-lès-Corbeil som tillhör arrondissementet Évry. År 2022 hade Étiolles 3 100 invånare.

## Befolkningsutveckling
Antalet invånare i kommunen Étiolles
| Referens: INSEE |